# إيفا هيرزيغوفا
إيفا هيرزيغوفا (بالتشيكية: Eva Herzigová)‏ (مواليد 10 مارس 1973 في ليتفينوف، تشيكوسلوفاكيا) عارضة أزياء وممثلة تشيكية . وأحد أشهر عارضات الأزياء في التسعينيات، إلى جانب سيندي كروفورد ، وكريستي تورلينغتون ، وليندا إيفانجليستا، وهيلينا كريستنسن , عرفت عن ظهورها في بعض الأدوار السينمائية في فيلم الفرنسي ملائكة الغارديان (1995) مع جيرار ديبارديو ، فيلم فقط للوقت الحاضر (2000) فيلم موديلياني (2004) في دور زوجة أولغا بيكاسو.

## حياتها الشخصية
تزوج هيرزيجوفا من تيكو توريس، عازف الدرامز من بون جوفي، في سبتمبر 1996. طلق الزوجان في يونيو 1998. لدى هيرزيغوفا ثلاثة أبناء من زوجها غريغوريو ماسيتش : جورج (من مواليد 1 يونيو 2007 في تورينو) ، وفيليب (من مواليد 13 مارس 2011) وإدوارد (من مواليد أبريل 2013). في عام 2003 ، رفعت إيفا هيرزيغوفا دعوى قضائية ضد شركة البيع بالتجزئة الكندية لا سينزا مقابل 36000 دولار بسبب خرق العقد. رفضت لا سينزا أن تدفع لها مقابل تصوير صورة كتالوج لأن الشركة لم توافق على قص شعرها القصير.

## روابط خارجية
- إيفا هيرزيغوفا على موقع IMDb (الإنجليزية)
- إيفا هيرزيغوفا على موقع ألو سيني (الفرنسية)
- إيفا هيرزيغوفا على موقع ميوزك برينز (الإنجليزية)
- إيفا هيرزيغوفا على موقع أول موفي (الإنجليزية)
- إيفا هيرزيغوفا على موقع قاعدة بيانات الأفلام السويدية (السويدية)
- إيفا هيرزيغوفا على موقع إن إن دي بي (الإنجليزية)
- إيفا هيرزيغوفا على موقع ديسكوغز (الإنجليزية)
- إيفا هيرزيغوفا على موقع قاعدة بيانات الفيلم (الإنجليزية)
- إيفا هيرزيغوفا على موقع كينوبويسك (الروسية)
- إيفا هيرزيغوفا على موقع دليل عارضات الأزياء (الإنجليزية)